# همزمانی و درزمانی
همزمانی و درزمانی (به انگلیسی: Synchrony and diachrony) دو رویکردی است که برای مطالعه نظام‌های نشانه‌شناختی پیشنهاد شده‌است. این دو رویکرد نخستین بار توسط فردینان دوسوسور، زبانشناس سوئیسی، در کتاب دروسی در زبان‌شناسی عمومی معرفی شده‌است. تمایز میان این دو رویکرد یکی از اصول بنیادین مکتب ساختارگرایی و همین‌طور زبانشناسی مدرن را تشکیل‌داده‌است.
از دو موضع مختلف می‌توان نظام‌های نشانه‌شناختی را مطالعه‌کرد. در رویکرد نخست می‌توان نشانه‌ها را به‌عنوان زنجیره‌ای پیوسته مشاهده‌کرد که در طیف زمان گسترش یافته‌اند. در چنین حالتی رویکرد درزمانی، مطالعه تغییراتی است که نشانه‌ها در طول زمان متحمل‌شده‌اند. در مقابل رویکرد همزمانی نشانه را به‌عنوان واحدی درنظرمی‌گیرد که در مقطعی زمانی ارزش صوری و معنایی خود را در تعامل و تقابل با دیگر نشانه‌ها کسب‌می‌کند. به‌عبارت دیگر ارزش صوری و معنایی یک نشانه در رویکرد درزمانی در تاریخ شکل‌می‌گیرد، و در رویکرد همزمانی از ارتباط آن با سایر نشانه‌های هم عصر آن نشانه شکل‌ می‌گیرد.

## موضوعات مرتبط
- فردینان دوسوسور
- نشانه‌شناسی
- ساختارگرایی
- لانگ و پارول
- دال و مدلول